# Cratogeomys castanops
Cratogeomys castanops és una espècie de mamífer rosegador de la família dels geòmids. Viu al nord de Mèxic i al sud-oest dels Estats Units. El seu hàbitat natural són les zones de sòl sorrenc i llimós de les valls i els llits de rius, sovint poblades per cactus i arbres del gènere Prosopis. Els agricultors del seu àmbit de distribució li posen paranys i verí per reduir-ne les poblacions.

## Descripció
A Texas, s'ha observat que els adults d'aquesta espècie comencen a mudar el pelatge a l'agost, un procés que s'estén fins al març. El nou pelatge és més gruixut, però no canvia de color. A Kansas, s'ha informat de dues mudes anuals en adults: la primera des de l'hivern fins a finals de la primavera i la segona a la tardor, al setembre i l'octubre. Aquesta espècie presenta dimorfisme sexual: els mascles són més grossos que les femelles. Els mascles de tot els gènere Cratogeomys segueixen creixent després d'assolir la maduresa sexual, mentre que les femelles ho fan poc.

## Reproducció
L'activitat reproductora d'aquesta espècie comença al novembre i creix fins a assolir el seu punt màxim al març i/o l'abril. Durant l'aparellament i la copulació, els mascles emeten sons guturals curts al respirar, aleshores el mascle mossega la femella quan entren en contacte. Quan els joves són prou grans per abandonar el cau, viatgen pels caus materns. Quan gairebé estan completament desenvolupats abandonen els caus paterns.

## Comportament
Els investigadors han observat habilitats aquàtiques en aquests animals. No obstant això, les espècies d'aquest gènere romanen menys temps a l'aigua que altres gèneres, possiblement a causa de tenir un major volum que limita la seva resistència.
La major part dels aliments els obtenen des del propi cau, estirant de les arrels de plantes. El cau està format per túnels d'una mitja de 75,8 metres de longitud, excavats a una profunditat d'entre 10 i 132 centímetres.

## Ecologia
Solen habitar en sòls de sorra profunda o sediments, que es troben relativament lliures de roca. No obstant això, on hi viuen individus del gènere Geomys, els individus del gènere Cratogeomys es limiten a viure en sòls més densos, poc profunds i, de vegades, amb roques. Les investigacions a Kansas han mostrat que les zones en les que no hi viuen aquestes espècies estan formades per sòls de textura fina de plantacions. Els cultius (blat de moro, blat i sorgo) eren recollits i es preparava la terra per tornar a plantar i es netejaven els marges dels camps de cultiu anualment. Es va concloure que aquest animals no podien viure-hi a causa que l'ús del sòl desestabilitzava els seus hàbitats, eliminant els refugis i les vies de fugida.
Els predadors d'aquests animals són petits carnívors, mussols i falcons.

## Subespècies
Actualment s'han identificat 18 subespècies de Cratogeomys castanops:
- C. c. angusticeps
- C. c. bullatus
- C. c. castanops
- C. c. clarkii
- C. c. consitus
- C. c. dalquesti
- C. c. excelsus
- C. c. hirtus
- C. c. jucundus
- C. c. parviceps
- C. c. perexiguus
- C. c. perplanus
- C. c. pratensis
- C. c. sordidulus
- C. c. subsimus
- C. c. surculus
- C. c. tamaulipensis
- C. c. ustulatus